# Heart-Voice Records
Heart-Voice Records（ハートボイスレコーズ）は、日本のインディーズレーベル。ポピュラリティのある音楽を中心に取扱している。

## 概要
Heart-Voice Recordsは古賀繁一（SonyMusicPublishing専属作家）が校長を務める「ハートボイススタジオミュージックスクール」による自社レーベル。2005年に古賀が発掘したアーティストのリリースを目的に立ち上げられた。（大阪市中央区）
2010年からは星村麻衣が所属し、ポリシーとしているポピュラリティのある音楽を創る色がより一層濃くなっている
ハートボイススタジオミュージックスクール（AKB48横山由依などを輩出したボーカルスクール）との連携で新人開発にも力を注いでいる。

## 主な所属アーティスト
- 星村麻衣

## 過去の所属アーティスト
- 竹中麻実子
- 9Voices
- PRINCESS ROBIN